# Mount Carmel (Carolina do Sul)
Mount Carmel é uma Região censo-designada localizada no estado norte-americano de Carolina do Sul, no Condado de McCormick.

## Demografia
Segundo o censo norte-americano de 2000, a sua população era de 237 habitantes.

## Geografia
De acordo com o United States Census Bureau tem uma área de
23,8 km², dos quais 23,8 km² cobertos por terra e 0,0 km² cobertos por água.

## Localidades na vizinhança
O diagrama seguinte representa as localidades num raio de 24 km ao redor de Mount Carmel.